# Приволзький район (Астраханська область)
Приво́лзький райо́н (рос. Приволжский район) — адміністративна одиниця Росії, Астраханська область. До складу району входять 12 сільських поселень.
| Росія | Це незавершена стаття з географії Росії. Ви можете допомогти проєкту, виправивши або дописавши її. |